# 奥山常辰
奥山 常辰（おくやま つねとき）は、江戸時代前期の武士。仙台藩重臣。伊達騒動の主要人物の一人。奥山大学の通称で知られる。

## 生涯
元和2年（1616年）、仙台藩重臣・奥山常良の二男として生まれる。
慶安2年（1649年）8月に父・常良が死去すると、長兄の定親は母方の飯田（はんだ）氏を継いでいたため、常辰が家督を相続した。承応3年（1654年）に奉行職（他藩の家老に相当）に就任。万治3年（1660年）の一門・重臣14名の連署による伊達綱宗の隠居願に署名している。
綱宗の隠居をうけてわずか2歳で嫡男の亀千代（のちの綱村）が第4代藩主になると、常辰は柳河藩主立花忠茂（綱宗の義兄）の後押しを受け、仙台藩政を主導して集権的政策を推し進め、同じく奉行職にあった茂庭定元と激しく対立した。またこの当時、幼少の亀千代の後見役として一門から伊達宗勝（亀千代の大叔父）と田村宗良（亀千代の伯父）が大名に取り立てられていたが、常辰は宗勝の一関藩も宗良の岩沼藩も共に仙台藩62万石からの内分による知行であるため、あくまでも仙台本藩の統制に服すべきであるという姿勢を崩さなかった。
しかし、自身の所領である柴田郡村田を岩沼藩領として提供するための代替地として、伊達政宗の三男・宗清が寛永11年（1634年）に死去して以来蔵入地であった黒川郡吉岡を選び、さらに知行高を6000石へ加増したことが契機となって、常辰排斥運動が起こる。新田開発が頭打ちとなりつつあった中、常辰が肥沃な吉岡を蔵入地から私領に組み込んだことで、藩内に渦巻いていた常辰への不満が一気に爆発し、小姓頭の里見重勝が常辰弾劾の火蓋を切ると、一門の伊達宗重や後見役の宗勝・宗良もこの運動に同調したため、立花も常辰を庇いきれなくなり、寛文3年（1663年）7月に常辰は辞職に追い込まれた。以後、常辰が藩政の中枢に関与することはなくなり、8年後の酒井邸での刃傷沙汰（寛文事件）に至るまで、仙台藩政は宗勝主導の体制が続くことになる。
延宝2年（1674年）3月、嫡男・常定に家督を譲って隠居する。この時、所領6000石のうちから二男・芳賀頼久に400石、三男・横尾景益に300石を分知し、さらに自身の隠居料として1800石を割いた。ただし隠居料は延宝4年（1676年）7月に廃止し、常定に1500石を戻して残り300石を頼久に分知している。
綱村による修史事業が始まると、藩祖・政宗に直接仕えた古老である常辰は、各種史料の検分作業への参加を命じられた。晩年の政宗に近侍した木村可親が遺した『木村宇右衛門覚書』には、常辰が内容を検分した際に附帯意見を記した付箋がつけられている。また貞享2年（1685年）の末には、古内重直に宛てて万治年間以来の様々な出来事について記した覚書を送っており、これによって伊達騒動の当事者の一人であった常辰の言い分を知ることができる。
元禄2年（1689年）1月23日、死去。享年74。

## 系譜
- 父：奥山常良
- 母：飯田重親の娘

- 正室：大越茂世の娘
  - 奥山常定 - 長男
  - 芳賀頼久 - 二男。芳賀伊兵衛養子
  - 三分一所景益 - 三男。はじめ横尾氏を再興、のち三分一所辰景養子。

|          |          |          |          |          |          |  |  | 飯田定親     | 飯田定親     | 飯田定親     | 飯田定親     | 飯田定親     | 飯田定親     |  |  | 奥山常定             | 奥山常定             | 奥山常定             | 奥山常定             | 奥山常定             | 奥山常定             |  |  |          |          |          |          |          |          |
|          |          |          |          |          |          |  |  | 飯田定親     | 飯田定親     | 飯田定親     | 飯田定親     | 飯田定親     | 飯田定親     |  |  | 奥山常定             | 奥山常定             | 奥山常定             | 奥山常定             | 奥山常定             | 奥山常定             |  |  |          |          |          |          |          |          |
| 奥山常良 | 奥山常良 | 奥山常良 | 奥山常良 | 奥山常良 | 奥山常良 |  |  | 奥山常辰     | 奥山常辰     | 奥山常辰     | 奥山常辰     | 奥山常辰     | 奥山常辰     |  |  | 芳賀頼久             | 芳賀頼久             | 芳賀頼久             | 芳賀頼久             | 芳賀頼久             | 芳賀頼久             |  |  | 横尾常親 | 横尾常親 | 横尾常親 | 横尾常親 | 横尾常親 | 横尾常親 |
| 奥山常良 | 奥山常良 | 奥山常良 | 奥山常良 | 奥山常良 | 奥山常良 |  |  | 奥山常辰     | 奥山常辰     | 奥山常辰     | 奥山常辰     | 奥山常辰     | 奥山常辰     |  |  | 芳賀頼久             | 芳賀頼久             | 芳賀頼久             | 芳賀頼久             | 芳賀頼久             | 芳賀頼久             |  |  | 横尾常親 | 横尾常親 | 横尾常親 | 横尾常親 | 横尾常親 | 横尾常親 |
|          |          |          |          |          |          |  |  | 遠山重長     | 遠山重長     | 遠山重長     | 遠山重長     | 遠山重長     | 遠山重長     |  |  | 横尾（三分一所）景益 | 横尾（三分一所）景益 | 横尾（三分一所）景益 | 横尾（三分一所）景益 | 横尾（三分一所）景益 | 横尾（三分一所）景益 |  |  |          |          |          |          |          |          |
|          |          |          |          |          |          |  |  | 遠山重長     | 遠山重長     | 遠山重長     | 遠山重長     | 遠山重長     | 遠山重長     |  |  | 横尾（三分一所）景益 | 横尾（三分一所）景益 | 横尾（三分一所）景益 | 横尾（三分一所）景益 | 横尾（三分一所）景益 | 横尾（三分一所）景益 |  |  |          |          |          |          |          |          |
|          |          |          |          |          |          |  |  | 三分一所元景 | 三分一所元景 | 三分一所元景 | 三分一所元景 | 三分一所元景 | 三分一所元景 |  |  | 三分一所辰景         | 三分一所辰景         | 三分一所辰景         | 三分一所辰景         | 三分一所辰景         | 三分一所辰景         |  |  |          |          |          |          |          |          |
|          |          |          |          |          |          |  |  | 三分一所元景 | 三分一所元景 | 三分一所元景 | 三分一所元景 | 三分一所元景 | 三分一所元景 |  |  | 三分一所辰景         | 三分一所辰景         | 三分一所辰景         | 三分一所辰景         | 三分一所辰景         | 三分一所辰景         |  |  |          |          |          |          |          |          |

## 関連作品
- 『樅ノ木は残った』（1970年NHK大河ドラマ、演：巌金四郎）